# Xenòcrates de Tebes
Xenòcrates de Tebes (en llatí Xenocrates, en grec antic Ξενοκρὰτης) fou beotarca de Beòcia, contemporani d'Epaminondes.
Just abans de la batalla de Leuctra, i a petició d'Epaminondes, va enviar a buscar a Lebadea l'escut de l'heroi Aristòmenes de Messènia vencedor dels espartans, que l'oracle de Trofoni els havia manat que busquessin. El va penjar molt alt, de manera visible pels lacedemonis molts dels quals ja coneixen el que havia dit l'oracle i van identificar l'escut, segons explica Pausànias.